# Акташ
Акташ (тур. Aktaş) је насељено место у округу Коџали у вилајету Сакарија, Турска. Према попису из 2020. било је 313 становника.
Акташ настањују Бошњаци, чији су се преци доселили крајем 19. и почетком 20. века из Босне и Новог Пазара у Санџаку. До 1912. године село је било већински насељено Грцима.